# تیبور نیلاشی
تیبور نیلاشی (مجاری: Tibor Nyilasi؛ زادهٔ ۱۸ ژانویهٔ ۱۹۵۵) بازیکن فوتبال اهل مجارستان است.
از باشگاه‌هایی که در آن بازی کرده‌است می‌توان به باشگاه فوتبال فرنتس‌واروش و باشگاه فوتبال آستریا وین اشاره کرد.
وی همچنین در تیم ملی فوتبال مجارستان بازی کرده‌است.